# Brno IX
Brno IX bylo označení devátého městského obvodu v Brně přinejmenším v letech 1947–1960. Rozsah a vymezení obvodu se během správních reforem několikrát změnily. 
- Brno IX (1947–1949), jeden z 10 městských obvodů v období od 1. ledna 1947 do 30. září 1949. Zahrnoval Brněnské Ivanovice a Tuřany.
- Brno IX (1949–1954), jeden ze 13 městských obvodů v období od 1. října 1949 do 30. dubna 1954. Zahrnoval většinu k. ú. Židenice, malou část k. ú. Zábrdovice a nepatrné části k. ú. Líšeň a Maloměřice.
- Brno IX (1954–1957), jeden z 12 městských obvodů v období od 1. května 1954 do 30. května 1957. Zahrnoval malou část k. ú. Brněnské Ivanovice, malou část k. ú. Komárov a celá k. ú. Dolní Heršpice, Horní Heršpice a Přízřenice.
- Brno IX-Horní Heršpice (1957–1960), jeden ze 13 městských obvodů v období od 1. června 1957 do 30. června 1960. Zahrnoval části k. ú. Brněnské Ivanovice a Komárov a celá k. ú. Dolní Heršpice, Horní Heršpice a Přízřenice.

## Související článek
- Členění Brna